# Cerro Condor Khakha
Cerro Condor Khakha är ett berg i Bolivia.   Det ligger i departementet Potosí, i den centrala delen av landet, 60 km sydväst om huvudstaden Sucre. Toppen på Cerro Condor Khakha är 3 962 meter över havet, eller 60 meter över den omgivande terrängen. Bredden vid basen är 0,78 km.
Terrängen runt Cerro Condor Khakha är lite bergig. Runt Cerro Condor Khakha är det ganska glesbefolkat, med 48 invånare per kvadratkilometer.. Närmaste större samhälle är Tinguipaya, 18,7 km nordväst om Cerro Condor Khakha. 
Omgivningarna runt Cerro Condor Khakha är i huvudsak ett öppet busklandskap.